# Verbascum ramigerum
Verbascum ramigerum är en flenörtsväxtart som beskrevs av Heinrich Friedrich Link och Heinrich Adolph Schrader. Verbascum ramigerum ingår i släktet kungsljus, och familjen flenörtsväxter. Inga underarter finns listade i Catalogue of Life.